# Бежична локална рачунарска мрежа
Бежичну локалну рачунарску мрежу чине два или више уређаја, бежично повезаних у локалну мрежу (LAN), унутар ограниченог простора. Најчешће, корисници се могу слободно кретати унутар тог простора, без прекида везе. Бежична локална мрежа може имати уређај (gateway) који ће је повезати у веће мреже, или интернет. Већина модерних бежичних мрежа се, у техничком смислу, базира на IEEE 802.11 стандарду.

## Историја
Прва бежична локална рачунарска мрежа, pod nazivom ALOHAnet, развијена је 1971. године на Универзитету на Хавајима (University of Hawaii). Била је сачињена од седам рачунара, постављених на различитим острвима, који су успешно спојени у једну бежичну локалну мрежу. Производња опреме за такве мреже је била врло скупа, па су овакве мреже нашле примену у ситуацијама када није постојала могућност жичаног повезивања. Прва тахничка решења су подразумевала наменску производњу опреме и посебно дефинисане протоколе, за сваку ситуацију посебно. Током деведесетих година 20. века, интензивно се радило на дефинисању јединственог стандарда за бежичне рачунарске мреже.
Данас најраспрострањенији стандард IEEE 802.11n усвојен је 2009. године. Стандард подразумева мреже на фреквенцијама од 2.4 GHz и 5 GHz, и максималну брзину преноса података до 600 Mbit/s. Већина модерних рутера има могућност истовременог рада на обе наведене фреквеције. Овиме се умногоме избегава већ загушена фреквенција од 2.4 GHz, коју користе блутут уређаји, и на којој раде микроталасне пећи.

## Архитектура

### Станице
Сваки уређај који је могуће повезати у бежичну рачунарску мрежу називамо станица (STA). Свака станица мора поседовати интерфејс контролер бежичне мреже (WNIC. Бежичне станице делимо у две категорије: бежичне приступне тачке и клијенте. Приступне тачке (енг. access point - AP) су најчешће бежични рутери, и они представљају базну станицу за дату бежичну мрежу. Они шаљу и примају податке на радио фреквенцијама, и тако комуницирају са другим бежичним уређајима. Бежични клијенти су преносни уређаји као што су лаптоп рачунари, таблети, IP телефони, паметни телефони, или непреносиви уређаји, као што су стони рачунари, штампачи, или радне станице са интерфејсом за бежичне мреже.

## Типови бежичних мрежа
Протокол IEEE 802.11 предвиђа два режима рада: инфраструктурни (енг. infrastructure) и ад-хок (ad-hoc). У ад-хок моду, мобилни уређаји директно комуницирају (такозвани P2P). У инфраструктурном моду, уређаји комуницирају преко приступне тачке (енг: access point), која представља мост према осталим мрежама (интернет или LAN).
Будући да је медиј кроз који се простире бежична рачунарска мрежа потпуно отворен (у поређењу са стандардним жичанимLAN рачунарским мрежама), стандард IEEE 802.11 предвиђа употребу различитих механизама енкрипције: 
- Wired Equivalent Privacy (WEP), сада већ застарео, низак ниво заштите
- WiFi Protected Access (WPA, WPA2, WPA3) - данас у широкој употреби, сматра се безбедним.

У циљу поједностављења посупка прикључења уређаја на бежичну рачунарску мрежу, данас многи уређаји обезбеђују WPS (eng: Wi-Fi Protected Setup)

### Инфраструктурни мод
Већина бежичних рачунарских мрежа користи инфраструктурни мод. У инфраструктурном моду постоји базна станица која служи као мобилна приступна тачка (енг: Wireless Access Point), и сви уређаји у мрежи комуницирају преко ње. Базна станица је обично повезана са другим мрежама.

### Peer-to-Peer
(могућ превод на српски: вршњак - вршњаку)
Код ад хок мрежа, уређаји комуницирају директно један са другим, без посредника. Не постоји базна станица, и не постоји тражење дозволе за слање података.

### Бежични дистрибутивни систем
Бежични дистрибутивни систем (енг: Wireless distribution system) обезбеђује међусобно повезивање бежичних приступних тачака у мрежама које подлежу IEEE 802.11 стандарду. Омогућава просторно ппоширење бежичне рачунарске мреже коришћењем већег броја приступних тачака, при чему нема потребе да оне саме буду повезане физичким проводницима. 
У бежичном дистрибутивном систему постоји хијерархија мећу приступним тачкама. Приступна тачка може бити главна, преносна или удаљена приступна тачка. Уобичајено је да главна приступна тачка буде повезана физичким проводником са другом мрежом, или интернетом. Преносна приступна тачка преноси податке од удаљене приступне тачке, бежичног клијента или друге удаљене приступне тачке, ка главној приступној тачки, или другој преносној приступној тачки. Удаљена приступна тачка прима захтев за притуп мрежи од мобилног уређаја, и прослеђује га преносној или главној приступној тачки. За везу међу клијентима користе се МАС адресе, а не додељене ИП адресе.
Све базне станице у бежичном дистрибутивном систему треба да користе исти радио канал, исте поступак енкрипције.

## Примене
Бежичне приступне мрежеимају широку примену. Од малих кућних мрежа, преко мрежа које покривају читава насеља, до мобилних мрежа у возовима или авионима. Корисницима је омогуће приступ интернету из ресторана, хотела, а данашњи џепни уређаји остварују приступ интернету преко мобилних 3Г и 4Г мрежа. Врло често, јавне приступне тачке не захтевају ни регистрацију ни лозинку да би се омогућио приступ, док поједине омогућавају приступ само регистрованим корисницима, уз наплату или не.